# Family (serie televisiva)
Family (패밀리?, PaemiliLR), nota anche con il titolo internazionale Family: The Unbreakable Bond, è una serie televisiva sudcoreana trasmessa su tvN dal 17 aprile 2023.

## Trama
Kwon Do-hoon finge di essere un impiegato come tanti, ma in realtà è uno dei più abili agenti del Servizio segreto sudcoreano; allo stesso tempo, anche sua moglie Yu-ra gli nasconde però alcuni segreti. L'improvvisa apparizione del misterioso Tae-koo porta l'intera famiglia a dover affrontare situazioni completamente nuove.